# Holohalaelurus
Holohalaelurus és un gènere de peixos de la família dels esciliorrínids i de l'ordre dels carcariniformes.

## Taxonomia
- Holohalaelurus favus (Human, 2006)[1]
- Holohalaelurus grennian (Human, 2006)[1]
- Holohalaelurus melanostigma (Norman, 1939)
- Holohalaelurus punctatus (Gilchrist, 1914)
- Holohalaelurus regani (Gilchrist, 1922)[2][3][4][5][6][7]